# Klub Partyjnej Inteligencji Twórczej „Warszawa 80”
Klub Partyjnej Inteligencji Twórczej „Warszawa 80” – organizacja skupiająca w latach 1980-81 działaczy PZPR o orientacji narodowo-komunistycznej. Powstała na początku grudnia 1980 r. z inicjatywy Stanisława Kociołka. Do czołowych działaczy należeli Tadeusz M. Jaroszewski, Jerzy Muszyński, Bożena Krzywobłocka, Stanisław Kuszewski, Norbert Michta, Bazyli Białokozowicz i Ryszard Gontarz. Liczebność „Warszawy 80” w połowie 1981 r. wyniosła ponad 250 osób. Członkowie klubu działali na rzecz „przywrócenia należytej rangi marksizmowi w myśli politycznej PZPR i w kulturze narodu”. Klub tworzył w fabrykach autonomiczne sekcje klubu: „Ursus 81”, „Huta 81”, „FSO 81” i „Waryński 81”. Organem Klubu stał się tygodnik „Rzeczywistość”.